# Madeleine Zillhardt
Pour les articles homonymes, voir Zillhardt (homonymie).
Madeleine Zillhardt, née le 10 juin 1863 à Saint-Quentin et morte le 16 avril 1950 à Neuilly-sur-Seine est une décoratrice, peintre et écrivaine française.
Sa vie et son parcours sont liés à une autre artiste, la peintre germano-suisse Louise Catherine Breslau (1856-1927), dont elle fut la compagne, la muse et l'inspiratrice. Elles vécurent ensemble plus de quarante ans, une vie tournée vers l'art.
Elle est la sœur de la peintre Jenny Zillhardt (1857-1939).

## Biographie

### Formation académique
Madeleine Zillhardt est élève de l'Académie Julian, seule institution d'enseignement de l'art alors ouverte aux femmes à Paris. Sa sœur, Jenny Zillhardt, y étudie également à la même époque. Tony Robert-Fleury est son professeur. Madeleine Zillhardt y rencontre de jeunes artistes comme elle : Julie Delance-Feurgard, Maria Feller, Anna Klumpke, Hermine David, Agnes Goodsir, Sarah Henrietta Purser, Sophie Schaeppi, Marie Bashkirtseff, et surtout la rivale de celle-ci, Louise Breslau, en 1884.

### Rencontre avec Louise Catherine Breslau

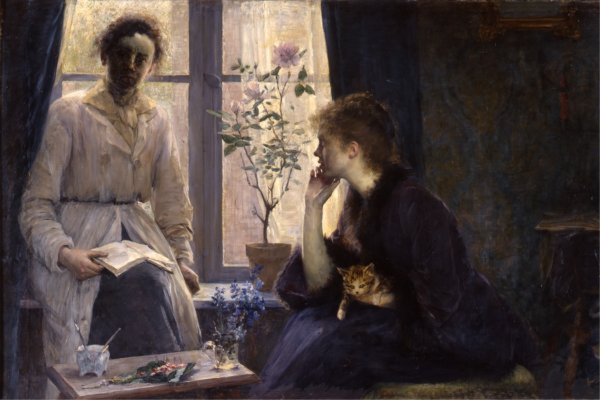
Contre-jour (1888), Louise Breslau et Madeleine Zillhardt, musée des Beaux-Arts de Berne.

En 1885, Madeleine Zillhardt demande à Louise Catherine Breslau, sa collègue en vue à l'Académie Julian, de faire son portrait. Elles ne se quitteront plus et emménagent définitivement ensemble en 1886 à Neuilly-sur-Seine, où elles fondent leur atelier commun sur le boulevard d'Inkermann.
En 1887, Louise Catherine Breslau exécute Contre-jour, l'une de ses œuvres maîtresses, représentant le couple qu'elle forme avec Madeleine Zillhardt dans leur intimité, tableau acheté par la Suisse en 1896.

### Carrière artistique
Madeleine Zillhardt devient l'une des plus originales décoratrices de son temps notamment dans le domaine de la faïence  et Louise Breslau connaît un immense succès en  tant que peintre. Les deux femmes deviennent un couple incontournable du milieu artistique parisien et reçoivent leurs amis artistes : Henri Fantin-Latour, Auguste Rodin, Edgar Degas dont elle rédige une biographie. Elles s'éloignent de ce dernier lorsqu'il affiche des positions anti-dreyfusardes.

### Première Guerre mondiale
Durant la Première Guerre mondiale, Madeleine Zillhardt s'illustre dans les arts décoratifs pour ses faïences patriotiques, dont Bravo Tigre ! en soutien à Clemenceau et surtout Fluctuat nec mergitur, Paris bombardé, Jurons de ne pas oublier qui dénonce les bombardements de civils durant la Grande Guerre. Elle se remet également à la peinture avec Louise Breslau. Elles peignent les portraits des soldats, infirmières et médecins en route vers le front afin de les offrir à leur famille avant leur départ.

### Préservation de l'œuvre de Louise Catherine Breslau

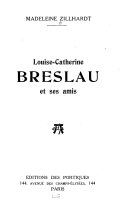
Louise Catherine Breslau et ses amis (1932).

Après la guerre, la santé de Louise Catherine Breslau décline jusqu'à son décès le 12 mai 1927 à Paris, dans le 16e arrondissement.  
Madeleine Zillhardt, meurtrie, passe le reste de sa vie à vouloir perpétuer l'œuvre de sa compagne, faisant don à divers musées de 66 œuvres au musée des Beaux-Arts de Dijon, ou des tableaux comme Portrait de Henry Davison, qu'elle lègue au musée du Jeu de Paume, œuvre majeure aujourd'hui conservée au musée d'Orsay à Paris. 
Madeleine Zillhardt permet ainsi à l'œuvre de sa compagne de ne pas être trop dispersée et de figurer, aujourd'hui, dans les collections nationales et internationales. 
Elle garde durant cette période des liens avec leurs amis artistes, comme le sculpteur Antoine Bourdelle. 
Elle évoque notamment les années passées dans une interview donnée à la journaliste Blanche Vogt dans la maison du couple, située sur le boulevard d'Inkermann, à Neuilly-sur-Seine, où est situé l'atelier.
Ses objets d'arts décoratifs, œuvres de céramiques et de faïences, connaissent un regain d'intérêt depuis les célébrations du centenaire de la Grande Guerre.

### Mécénat

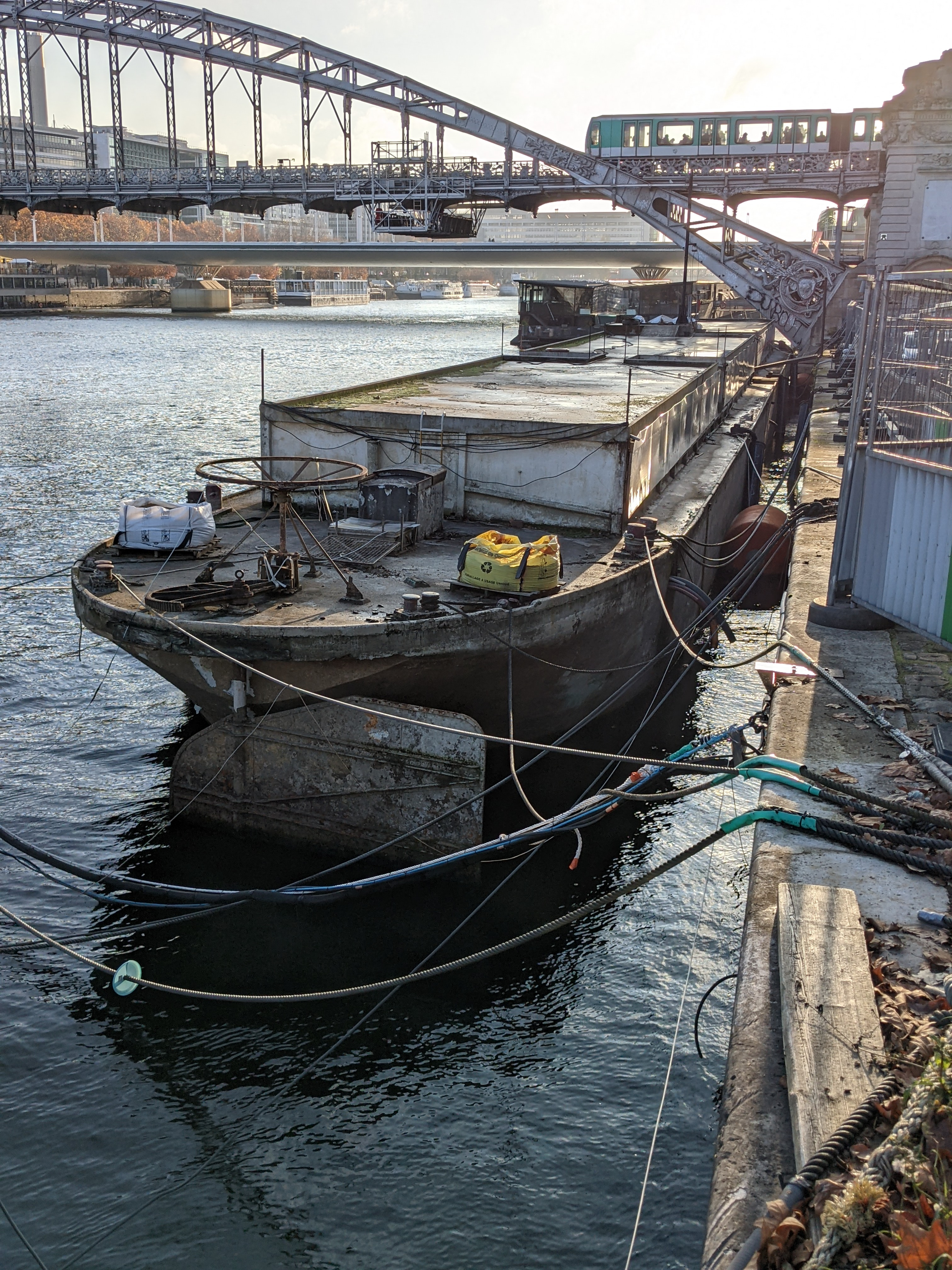
Péniche Louise-Catherine en novembre 2021.

En 1928, Madeleine Zillhardt achète à Paris la péniche de béton Liège afin de la mettre à disposition de l'Armée du Salut. Avec le soutien de la mécène américaine Winnaretta Singer, princesse de Polignac et héritière de la compagnie Singer, la péniche est réhabilitée par Le Corbusier en 1929, avec l'architecte japonais Kunio Maekawa qui est alors son étudiant. Le navire prend le nom de Louise-Catherine en hommage à Breslau. Selon la volonté de Madeleine Zillhardt, le bateau devient un refuge pour les sans-abri l'hiver et une colonie de vacances pour les enfants l'été, amarré à Paris sur les berges de la Seine, au pont des Arts puis au pont d'Austerlitz. La péniche Louise-Catherine est gérée par l'Armée du Salut jusqu'en 1995.
En 2006, le bâtiment est repris en main, par l'architecte Michel Cantal-Dupart, qui fonde l'Association Louise-Catherine, et la Fondation Le Corbusier, mais le bateau sombre accidentellement le 10 février 2018 durant la crue de la Seine de l'hiver 2018. 
Aujourd'hui, désormais renflouée, la péniche historique Louise-Catherine de Le Corbusier est toujours située au port d'Austerlitz, dans le 13e arrondissement, à Paris.

## Œuvres littéraires
- Madeleine Zillardt, Monsieur Edgar Degas, Paris, L'Echoppe, 1932 - réédition 2015 (ISBN 9782840682738).
- Madeleine Zillhardt, Louise-Catherine Breslau et ses amis, Paris, Éditions des Portiques, 1932 (lire en ligne)

## Œuvres dans les collections publiques
- Le Bourget, musée de l'Air et de l'Espace : faïences de la Première Guerre mondiale[28];
- Nanterre, La Contemporaine[29] : 127 pièces[30];
- Paris, musée d'Orsay : Portrait de Madeleine Zillhardt[31].

## Hommages
- La Ville de Paris a dénommé une place Louise-Catherine-Breslau-et-Madeleine-Zillhardt dans le quartier de Saint-Germain-des-Prés du 6e arrondissement[32].
- Journée des Droits des Femmes 2018 et Nuit des Musées 2018, voyage artistique en Europe au musée Antoine-Lécuyer[33],[34].
- « Un instant, une œuvre » au musée Antoine-Lécuyer de Saint-Quentin : Sous la lampe, portrait de Madeleine Zillhardt (vidéo)[35].
- Projet de réhabilitation de la péniche Louise-Catherine par la Fondation Le Corbusier[36].

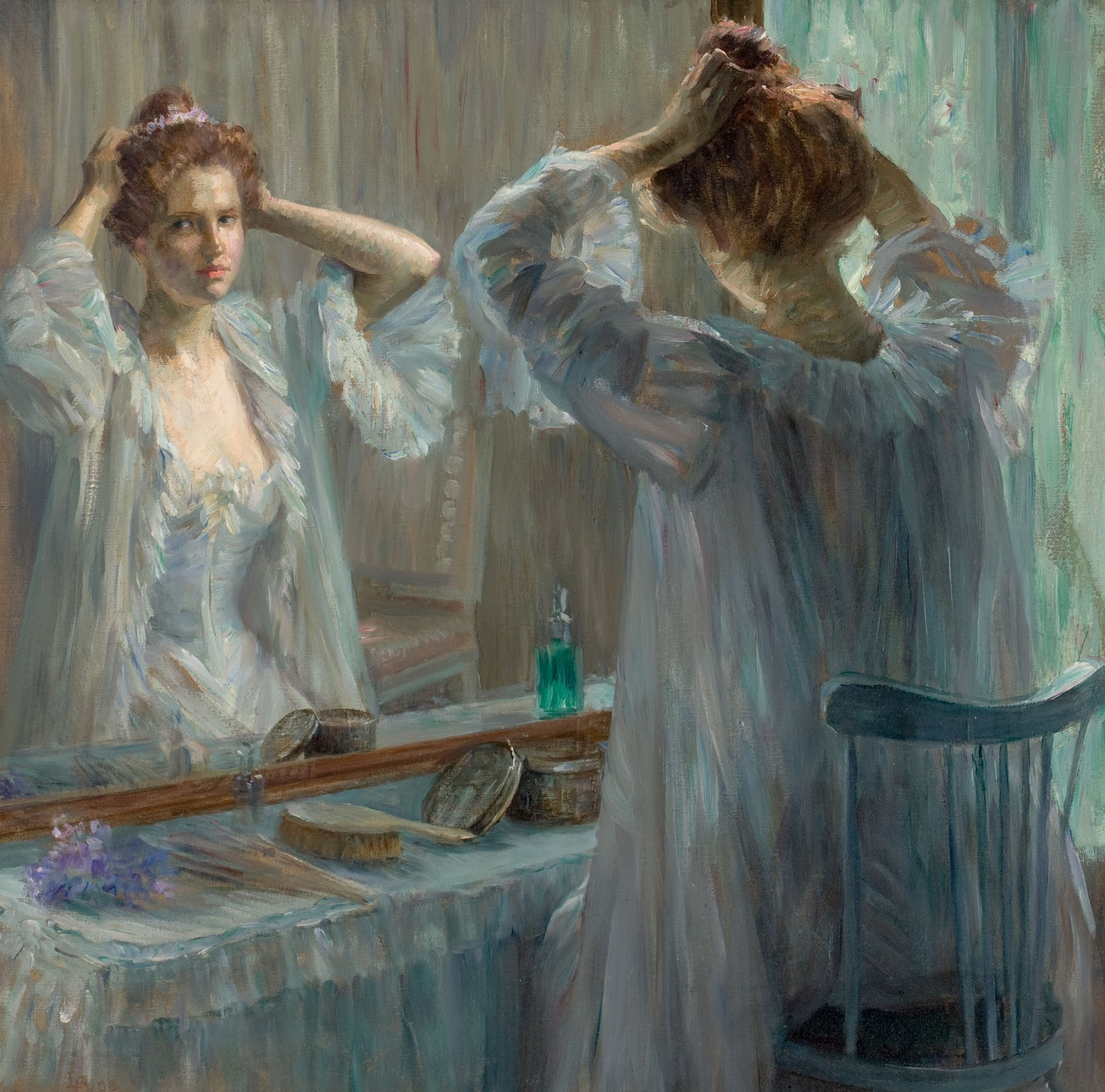
La Toilette, portrait de Madeleine Zillhardt, par Louise Catherine Breslau.